# Höbing
Höbing ist der Sammelbegriff für die beiden benachbarten Ortsteile:
- Großhöbing der Stadt Greding
- Kleinhöbing des Marktes Thalmässing

Beide Ortschaften liegen nur fünfzig Meter auseinander. Da Großhöbing größtenteils katholisch war, schloss es sich bei der Gebietsreform in Bayern der Stadt Greding an, und Kleinhöbing entschied sich dafür, da sie seit dem 19. Jahrhundert mehrheitlich evangelisch-lutherisch bevölkert, zur Marktgemeinde Thalmässing zu gehen. Dieser Umstand führte auch dazu, dass in Kleinhöbing eine Kirchweih gefeiert wird, obwohl dort, im Gegensatz zu Großhöbing, keine Kirche mehr ist. 
Aufgrund der örtlichen Nähe haben sie als gemeinsame Einrichtung die Freiwillige Feuerwehr Höbing, den ehemaligen Bahnhof Höbing an der Bahnstrecke Roth–Greding und die Vorwahl 08463.